# خط پنتر ووتان

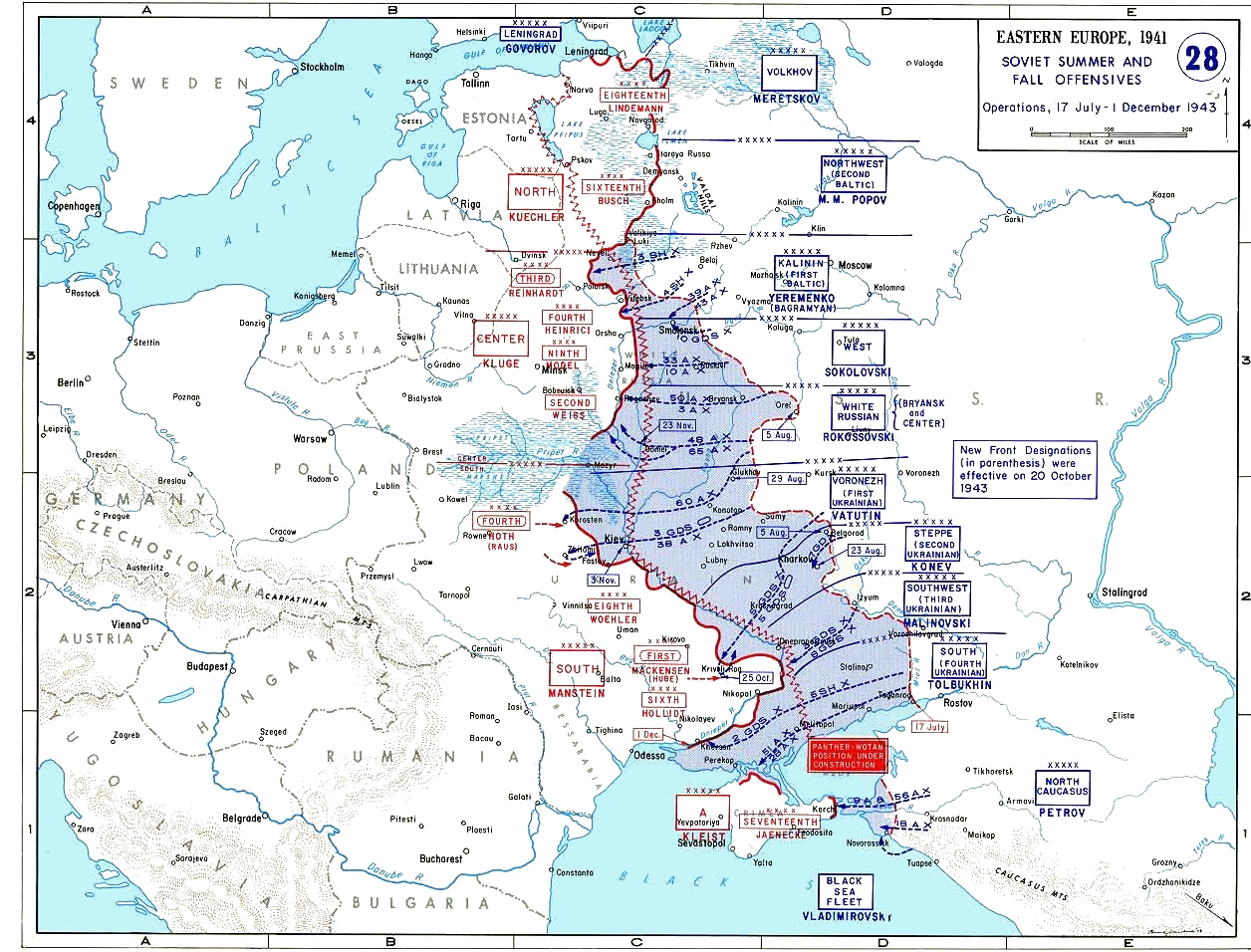
نقشه جبهه شرقی در سال ۱۹۴۳، خط پنتر ووتان را به رنگ قرمز نشان می‌دهد

خط پنتر ووتان (انگلیسی: Panther–Wotan line) یک خط دفاعی بود که توسط ورماخت آلمان در سال ۱۹۴۳ در جبهه شرقی (جنگ جهانی دوم) ساخته شد. قسمت اول نام به بخش کوتاه شمالی بین دریاچه پیپوس و دریای بالتیک در ناروا اشاره دارد. تمام راه به سمت جنوب به سمت دریای سیاه در امتداد رود دنیپر کشیده شد.